# Niszczyciele rakietowe typu 055
Niszczyciele rakietowe typu 055 – chińskie niszczyciele rakietowe. W kodzie NATO oznaczone jako Renhai.

## Konstrukcja
Niszczyciele typu 055 są największymi na świecie okrętami tej klasy. Okręty wyposażone są w 112 cel wyrzutni rakietowych pionowego startu, mieszczących pociski pociski przeciwokrętowe YJ-18, pociski manewrujące do zwalczania celów lądowych CJ-10 oraz HHQ-9 do zwalczania celów powietrznych.
Główne uzbrojenie artyleryjskie niszczyciela stanowi prawdopodobnie działo H/PJ38 kalibru 130 milimetrów. W celu samoobrony w fazie terminalnej zastosowano 11-lufowy system artyleryjski kalibru 30 mm. Wymiary podawane są jako 175–182 metry długości i 19–20 metrów szerokości, wyporność szacuje się na 12–13 tysięcy ton. Konstrukcja kadłuba została podporządkowana redukcji czynnego przekroju radarowego – zastosowano w tym celu specjalnie ukształtowane blachy kadłuba i dziobu, osłonięto kotwicę i jej łańcuch oraz inne elementy które mogłyby łatwo odbić wiązkę radarową
Budowę pierwszego niszczyciela rozpoczęto w 2014 roku. Okręt o nazwie „Nanchang”  (101) zwodowano 28 czerwca 2017 roku w Szanghaju. 23 kwietnia 2019 roku został zaprezentowany publicznie podczas parady.
Nie wiadomo, ile niszczycieli typu 055 ma powstać, ale według nieoficjalnych źródeł będzie ich co najmniej osiem. Część źródeł przewiduje liczbę 12 lub 24. W chwili wodowania pierwszej jednostki w budowie były trzy kolejne. 28 kwietnia 2018 roku wodowano kolejny, a 3 listopada 2018 roku dwa dalsze. Okręty te służyć mają do osłony chińskich lotniskowców w ramach grup uderzeniowych oraz do prowadzenia działań samodzielnych.